# Đảo Wolin

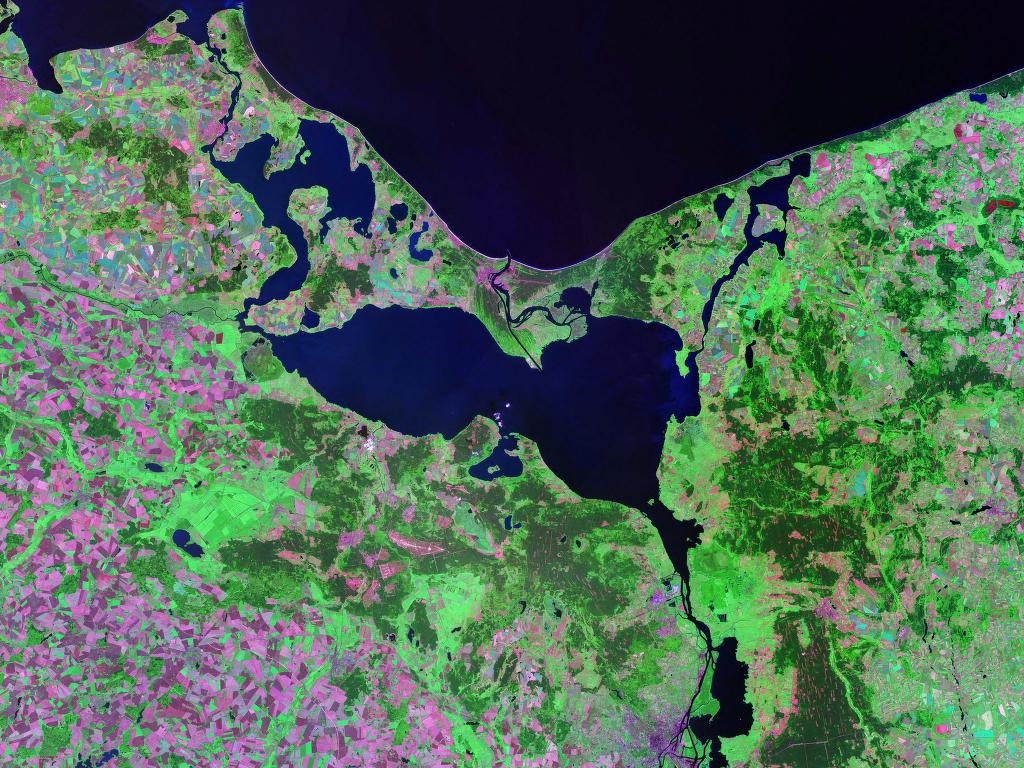
Ảnh chụp từ vệ tinh của hồ Oder - Wolin nằm ở phía đông của hai hòn đảo lớn tách vùng nước của đầm phá khỏi biển Baltic, hòn đảo phía tây là Usedom

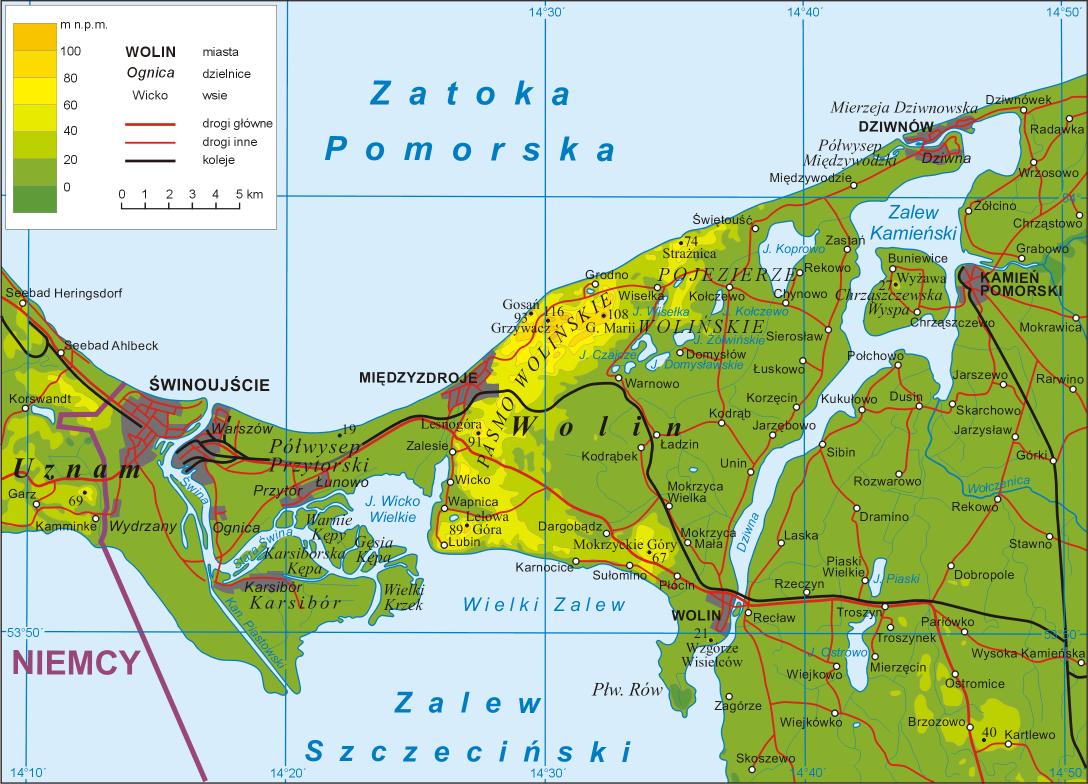
Bản đồ đảo Wolin

Wolin ([ˈvɔlin]; tiếng Đức: Wollin, [vɔˈliːn], Pomeranian Wòlin) là tên của một hòn đảo Ba Lan ở biển Baltic, ngay ngoài khơi Ba Lan và cũng là tên một thị trấn trên đảo đó. Về mặt hành chính, hòn đảo thuộc tỉnh Zachodniopomorskie. Wolin được tách ra khỏi đảo Usedom (Uznam) bởi Eo biển Świna và tách khỏi Pomerania đại lục bởi Eo biển Dziwna. Đảo có diện tích 265 km2 (102 dặm vuông Anh) và điểm cao nhất của nó là núi Grzywacz ở độ cao 116 m so với mực nước biển.
Nước từ sông Odra (tiếng Đức: Oder) chảy vào đầm phá Szczecin, và từ đó, nước tiếp tục vào sông Peene phía tây Usedom, Świna và Dziwna vào vịnh Pomerania ở biển Baltic.
Hầu hết hòn đảo bao phủ bởi rừng và đồi. Ở giữa là Vườn quốc gia Wolin. Hòn đảo là một điểm thu hút khách du lịch chính của vùng tây bắc Ba Lan. Giao thông đi qua đây thuận tiện với những con đường du lịch được đánh dấu đặc biệt, chẳng hạn như đường mòn dài 73 kilômét (45 mi) từ Międzyzdroje đến Dziwnówek. Ngoài ra còn có một tuyến đường sắt chính được điện khí hóa, kết nối Szczecin và Świnoujście, thêm cả đường quốc tế E65 (quốc lộ 3 / S3) qua đảo.
Một số nhà từ nguyên học tin rằng tên của hòn đảo này có liên quan đến tên khu vực lịch sử cổ đại của Volhynia. Những người Volynian tái định cư đặt tên cho hòn đảo Volyn. sau đó tiếp tục đặt tên cho hòn đảo Wolin này.

## Lịch sử

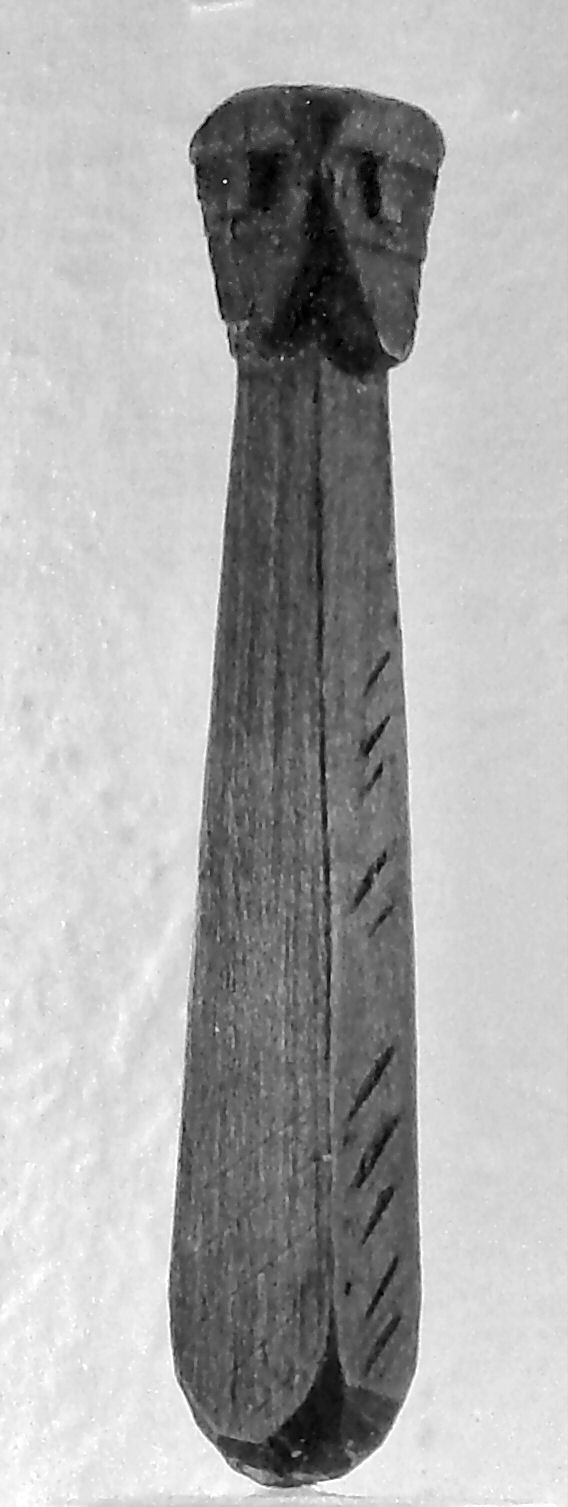
Một trong bốn bức tượng gỗ Svetovid, được tìm thấy ở Wolin, từ thế kỷ thứ 9 hoặc thứ 10, được sử dụng để thờ cúng tại nhà

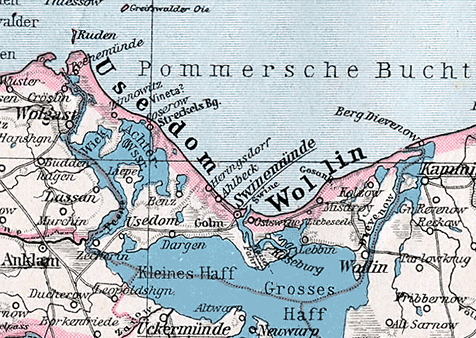
Bản đồ hòn đảo từ năm 1905

Vùng đất cạn qua sông Dzwina, nơi có đảo Wolin, đã được con người khai thác từ thời kỳ đồ đá. Những cuộc khai quật khảo cổ các lớp đất cho thấy rằng có dấu vết định cư của con người ở khu vực này trong thời kỳ Di cư, vào đầu thế kỷ thứ 5 và 6. Nơi này sau đó đã bị bỏ hoang khoảng một trăm năm. Vào cuối thế kỷ thứ 8 hoặc đầu thế kỷ thứ 9, khu vực này đã được san lấp và xây dựng khu định cư mới. Bằng chứng sớm nhất về các pháo đài có từ nửa đầu thế kỷ thứ 9. Trong nửa sau của thế kỷ thứ 9, một khu vực an ninh kiên cố và hai vùng ngoại ô được xây dựng, nằm về phía bắc và phía nam của trung tâm. Chúng được bao bọc và bảo vệ từ cuối thế kỷ thứ 9 đến thế kỷ thứ 10.
Một tài liệu thời trung cổ từ giữa thế kỷ thứ 9, được gọi theo tên tác giả ẩn danh của nó là "Nhà địa lý học người Bavaria", đề cập đến bộ tộc Slavic của người Wolin có 70 thành trì vào thời điểm đó (vùng Uelunzani civitates LXX). Thị trấn Wolin lần đầu tiên được đề cập vào năm 965, bởi Ibrahim ibn Jakub, người gọi nơi này là Weltaba.
Thời kỳ thịnh vượng nhất trong thời trung cổ là vào giữa thế kỷ 9 và 11. Khoảng năm 896 Sau CN, một cổng vào mới được xây dựng, trung tâm của thị trấn được làm mới lại, các pháo đài được củng cố mạnh mẽ hơn, trong đó có một rào bằng gỗ làm bằng một nửa thân cây rộng 50 cm, một thành lũy và tường chắn.
Các nhà khảo cổ tin rằng vào đầu thời Trung cổ, Wolin là một trung tâm thương mại lớn, trải dọc theo bờ biển dài 4 km và là đối thủ quan trọng của Birka và Hedwards.
Khoảng năm 972, hòn đảo bị Ba Lan kiểm soát, dưới thời hoàng tử Mieszko I. Tuy nhiên, Wolin đã không bị sáp nhập thành một phần lãnh thổ Ba Lan hay trở thành thái ấp của quốc gia này. Ảnh hưởng của Ba Lan tới cuộc sống trên đảo không đáng kể, và rồi sự đô hộ kết thúc vào khoảng năm 1007. Trong những năm tiếp theo, Wolin trở nên nổi tiếng với những tên cướp biển cướp bóc những con tàu đang đi trên biển Baltic. Như một sự trả thù, năm 1043, hòn đảo đã bị vua Na Uy Magnus the Good tấn công.
Vào đầu thế kỷ 12, hòn đảo, như một phần của công quốc Pomeranian, đã bị vua Ba Lan Boleslaw III Wrymouth chiếm giữ. Ít lâu sau, cư dân của Wolin đã chấp nhận đạo Cơ đốc giáo, và vào năm 1140, giáo hoàng Innocent II đã lập ra một giáo phận ở đó, với thủ đô là ở thị trấn Wolin. Năm 1181, Công tước xứ Pomerania quyết định tôn Hoàng đế La Mã Thần thánh làm chúa tể của họ thay vì vua Ba Lan.
Năm 1535, Wolin chấp nhận đạo Tin lành (Luther). Năm 1630, hòn đảo bị Thụy Điển chiếm giữ. Không lâu sau, Pomerania trở thành một phần của Brandenburg-Prussia (sau này là Vương quốc Phổ). Wolin sau đó cũng hoàn toàn thuộc về Brandenburg-Prussia vào năm 1679. Từ năm 1871, thị trấn này là một phần của Đức. Sau Chiến tranh thế giới thứ Hai và các thỏa thuận đồng minh, vùng West Pomerania được chuyển thành lãnh thổ Ba Lan vào năm 1945, người dân Đức bị trục xuất về nước và được thay thế bằng những người Ba Lan đã bị trục xuất khỏi các vùng lãnh thổ ở miền đông Ba Lan do Liên Xô sáp nhập.

### Mối liên kết với Jomsborg và Vineta
Các phát hiện khảo cổ trên đảo không phong phú lắm nhưng chúng nằm rải rác trong vùng rộng khoảng 20 héc-ta, khiến hòn đảo này trở thành nơi giao thương ở biển Baltic lớn thứ hai của thời đại Viking, sau Hedwards. Một số học giả đã suy đoán rằng Wolin có thể là nơi cư trú của các dân cư huyền thoại Jomsborg và Vineta. Tuy nhiên, những nhà nghiên cứu khác đã từ chối giả thiết này, hoặc thậm chí là phủ nhận sự tồn tại của Jomsborg và Vineta (ví dụ, Gerard Labuda).
Gwyn Jones lưu ý rằng quy mô của thị trấn đã được phóng đại trong hiện đại, ví dụ như Adam of Bremen, người đã tuyên bố Wolin / Jomsborg là "thị trấn lớn nhất ở châu Âu". Tuy nhiên, các cuộc khai quật khảo cổ đã không tìm thấy bằng chứng nào về một bến cảng đủ lớn cho 360 tàu chiến (theo yêu cầu của Adam) hoặc của một tòa thành lớn. Thị trấn có cả người Slav và người Scandinavi sinh sống.

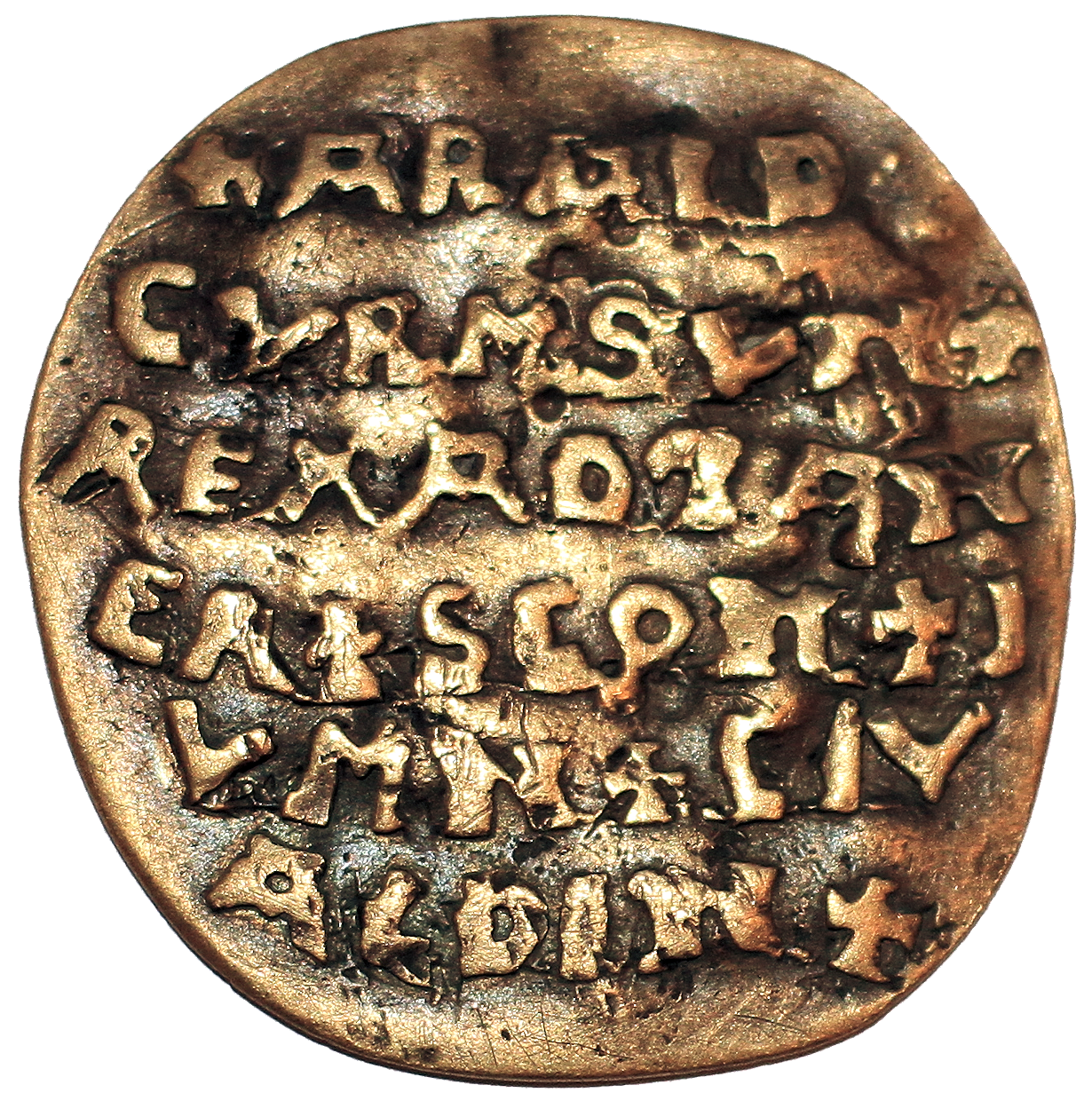
Đĩa Curmsun - Obverse

Một đĩa vàng mang tên Harald Bluetooth và Jomsborg đã xuất hiện ở Thụy Điển vào mùa thu 2014. Còn được gọi là Đĩa Curmsun, nó được làm bằng số lượng lớn vàng và có trọng lượng 25,23 gram. Trên mặt đối diện có một dòng chữ Latinh và ở mặt sau có một chữ thập Latinh với bốn dấu chấm được bao quanh bởi một cạnh hình bát giác. Dòng chữ ghi: "+ ARALD CVRMSVN + REX AD TANER + SCON + JVMN + CIV ALDIN +" và dịch là "Harald Gormsson vua của Danes, Scania, Jomsborg, thị trấn Aldinburg".
Người ta cho rằng chiếc đĩa là một phần trong kho tích trữ của người Viking được tìm thấy vào năm 1840 tại Wiejkowo, ngôi làng Ba Lan gần thị trấn Wolin. Người tìm thấy nó có thể là Heinrich Boldt, ông tổ của các diễn viên và nhà sản xuất Hollywood - Ben Affleck và Casey Affleck.
Chiếc đĩa này được phát hiện lại vào năm 2014 bởi một nữ sinh mười một tuổi, người đã tìm thấy nó trong một chiếc quan tài cũ và sau đó mang nó đến trường.

## Lễ hội Viking

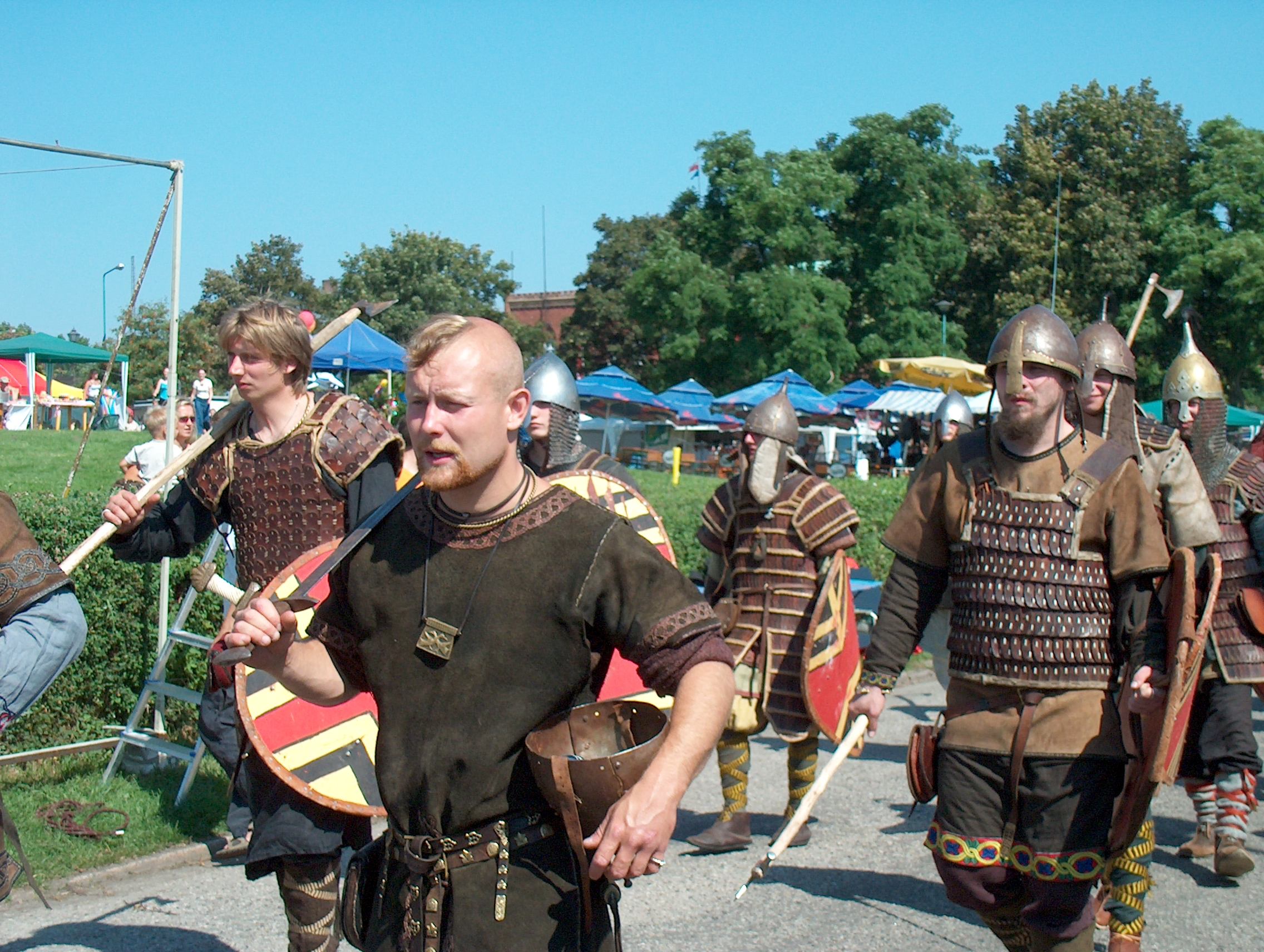
Cuộc diễu hành khai mạc tại lễ hội Viking và Slavic năm 2004

Hàng năm, hòn đảo này là nơi tổ chức lễ hội Viking Đức-Slavic lớn nhất châu Âu.

## Địa danh trên đảo Wolin

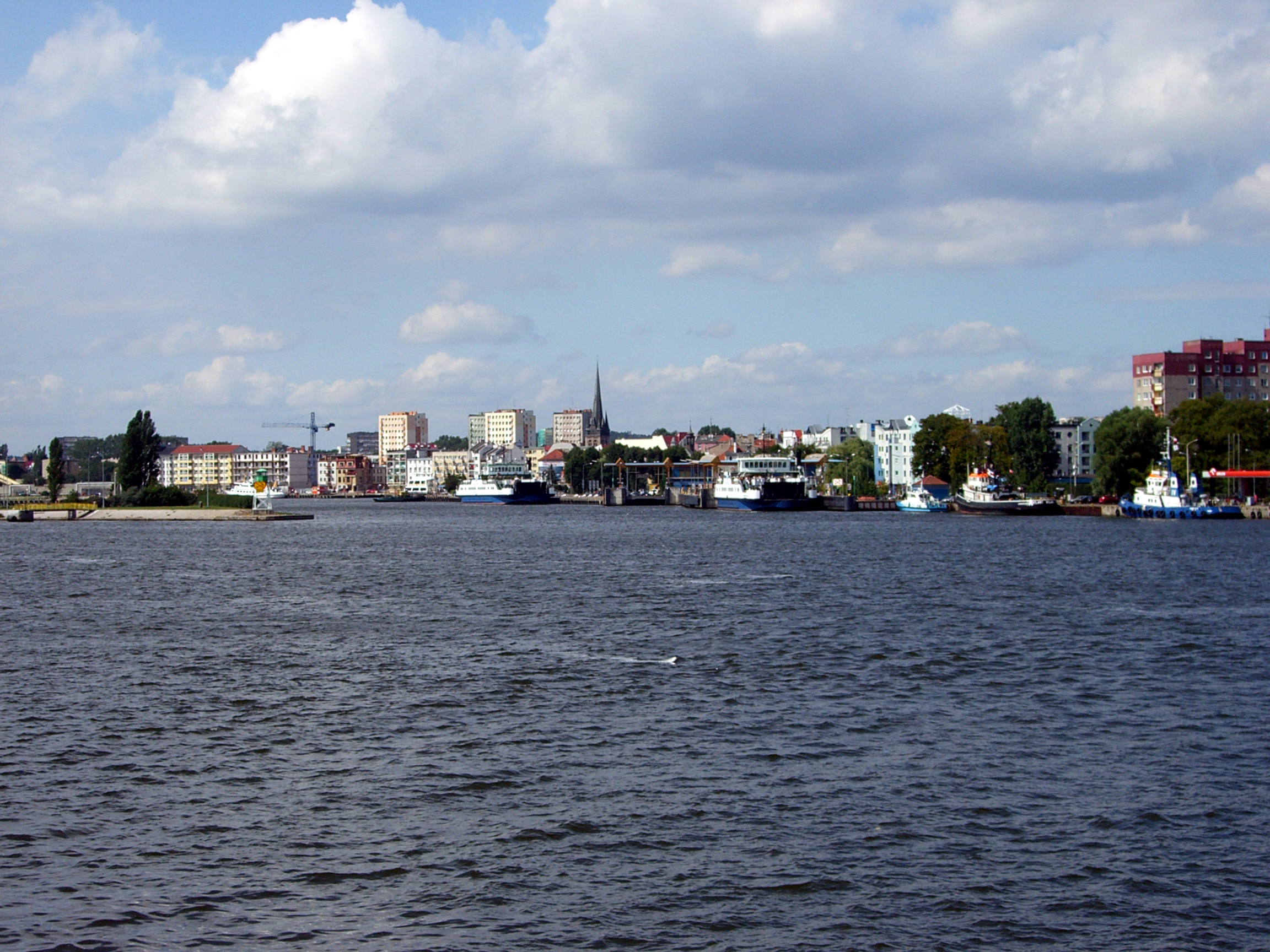
Świnoujście

- Chorzelin
- Dargobądz
- Darzowice
- Domysłów
- Dziwnów
- Jarzębowo
- Kodrąb
- Kołczewo
- Ładzin
- Łunowo
- Łuskowo
- Międzywodzie
- Międzyzdroje
- Mokrzyca Mała
- Mokrzyca Wielka
- Ognica
- Przytór
- Rabiąż
- Świętoujść
- Świnoujście
- Warnowo
- Wapnica
- Wicko
- Wisełka
- Wolin

## Khoảng cách
- Sân bay "Solidarność" Szczecin-Goleniów ~60 km
- Szczecin ~ 90 km
- Police ~ 110 km
- Berlin ~ 220 km
- Chân vịt ~ 240 km
- Copenhagen ~ 250 km
- Malmö ~ 250 km
- Warsaw ~ 650 km